# Epidendrum discoidale
Epidendrum discoidale är en orkidéart som beskrevs av John Lindley. Epidendrum discoidale ingår i släktet Epidendrum och familjen orkidéer. Inga underarter finns listade i Catalogue of Life.